# 庞蒂弗拉克特
庞蒂弗拉克特是西約克郡的一個城鎮，靠近A1公路和M26公路。據2001年人口普查，龐特佛雷特有人口28,250人。在2011年增加到30,881人。